# Sorlaci (Republika Serbska)
Sorlaci (cyr. Сорлаци) – wieś w Bośni i Hercegowinie, w Republice Serbskiej, w gminie Foča. W 2013 roku liczyła 5 mieszkańców.